# Puig de Passoles
El Puig de Passoles és una muntanya de 397 metres que es troba al municipi de Gavà, a la comarca del Baix Llobregat.